# Our Kind of People
Our Kind of People est une série télévisée américaine en douze épisodes de 45 minutes créée par Karin Gist et Wendy Calhoun et diffusée entre le 21 septembre 2021 et le 25 janvier 2022 sur le réseau Fox et en simultané sur le réseau CTV au Canada.
En France, elle a été diffusée depuis février 2022 et octobre 2022 sur Disney+,. Elle reste inédite dans les autres pays francophones.

## Distribution

### Acteurs principaux
- Yaya DaCosta (VF : Fily Keita) : Angela Vaughn
- Nadine Ellis (VF : Déborah Perret) : Leah Franklin Dupont
- Lance Gross (VF : Mike Fédée) : Tyrique Chapman
- Rhyon Nicole Brown (en) (VF : Amélia Ewu) : Lauren Dupont
- Alana Kay Bright (VF : Mélissa Bérard) : Nikki Vaughn
- Kyle Bary (VF : Jean-Michel Vaubien) : Quincy Dupont
- Joe Morton (VF : Lionel Henry (acteur)) : Teddy Franklin
- Morris Chestnut (VF : Namakan Koné) : Raymond Dupont

### Acteurs récurrents
- Debbi Morgan (VF : Laura Zichy) : Patricia Williams
- McKinley Freeman (VF : Mohad Sanou) : Nate Robinson
- Nicole Chanel Williams (VF : Esthèle Dumand) : Taylor Woods
- L. Scott Caldwell (VF : Michèle Bardollet) : Olivia Sturgess Dupont
- Kay-Megan Washington (VF : Virginie Emane) : Jackie
- Melissa De Sousa (en) : Alex Rivera
- Susan Spain (VF : Isabelle Leprince) : Rose Franklin
- Ahmarie Holmes : Sloane
- Ashley Nicole Blake (VF : Corinne Wellong) : jeune Eve
- Jeff Hephner (VF : Olivier Bénard) : Jack Harmon
- Tarnesha Small (VF : Bérénice Bala) : Traci

## Production

### Développement
En septembre 2017, il a été annoncé qu'une adaptation du livre de 1999 de Lawrence Otis Graham : Our Kind of People: Inside America's Black Upper Class présenté par Wendy Calhoun était en développement chez Fox.
En août 2019, l'écriture sur la série a été reprise par Lee Daniels et Karen Gist. La pandémie de Covid-19 en mars 2020 a poussé la série à un développement hors cycle.
En septembre 2020, il a été confirmé qu'une salle d'écrivain avait été ouverte pour la série et que la série était en lice pour une commande directe en série pour la saison 2021-22.
Le 29 mars 2021, le projet a été officiellement remis une commande en série par Fox.
Le générique de la série est interprété par Tinashe.
Le 13 mai 2022, Fox a annulé la série après une saison.

### Casting
Le 12 mai 2021, Yaya DaCosta a été la première à être castée dans la série dans le rôle d'Angela Vaughn. Elle a été rejointe la semaine suivante par Morris Chestnut dans le rôle de Raymond Dupont. Fin mai 2021, Alana Bright a été choisie pour le rôle Nikki Vaughn.
En juin 2021, Rhyon Nicole Brown, Joe Morton, Kyle Bary et Lance Gross ont été choisis dans des rôles principaux tandis que Debbi Morgan et L. Scott Caldwell ont été choisis dans des rôles récurrents,,,,,.
En octobre 2021, Melissa De Sousa et McKinley Freeman ont rejoint la distribution dans des rôles récurrents.

### Tournage
Le tournage de la série a commencé le 7 juillet 2021 et s'est terminé le 24 novembre 2021 à Wilmington en Caroline du Nord.

### Fiche technique
Sauf indication contraire, les informations mentionnées dans cette section peuvent être confirmées par la base de données cinématographiques IMDb,  présente dans la section « Liens externes ».
- Titre original et français : Our Kind of People
- Création : Karin Gist et Wendy Calhoun
- Réalisation : Jeffrey W. Byrd, Tasha Smith, Benny Boom, Julie Dash
- Scénario : Brun Tonnelier, Roger Chingirian, Timothy A. Burton
- Casting : Leah Daniels Butler
- Musique : 
  - Compositeur(s) : Meshell Ndegeocello et Armando Colon
  - Compositeur(s) de musique thématique : Jordan Orvosh et Francesca Richard
  - Thème d'ouverture : Our Kind of People par Tinashe
- Production :
  - Producteur(s) : Michael Gray, Lawrence Otis Graham et Jahil Fisher
  - Producteur(s) exécutive(s) : Aaron Harberts & Gretchen Berg, Tasha Smith, Ben Silverman & Rodney Ferrell, Montrel McKay, Lee Daniels
- Société(s) de production : Lee Daniels Entertainment, The Gist of It Productions, Fox Entertainment, 20th Television
- Pays d'origine :  États-Unis
- Langue d'origine : Anglais
- Format :
  - Format image : 720p (HDTV), couleur - 1,78:1 - son Dolby Digital
  - Format audio : 5.1 surround sound
- Genre : Dramatique
- Durée : 45 minutes
- Date de première diffusion :
  - 21 septembre 2021 sur FOX
  - février 2022 sur Disney+
- Classification : déconseillé aux moins de 16 ans

Adaptation
Version française :
- Société de doublage : TitraFilm
- Direction artistique : Charlyne Pestel
- Enregistrement : Patrick Lanoy
- Mixage : Carel Koekemoer
- Adaptation des dialogues : Elizabeth Prinvault

 Source et légende : version française (VF) sur RS Doublage

## Épisodes
| Saisons | Saisons | Épisodes | Diffusion originale | Diffusion originale | Diffusion originale |
| Saisons | Saisons | Épisodes | Début de saison     | Fin de saison       | Chaîne d'origine    |
| ------- | ------- | -------- | ------------------- | ------------------- | ------------------- |
|         | 1       | 12       | 21 septembre 2021   | 25 janvier 2022     | FOX                 |

1. Réparations (Reparations)
2. Ma mère, moi-même (My Mother, Myself)
3. Nourriture piquante et boissons rouges (Hot Links & Red Drinks)
4. Des crabes dans un panier doré (Crabs in a Gold-Plated Barrel)
5. La mauvaise éducation des noirs (The Miseducation of the Negro)
6. Pour les garçons de couleur… (For Colored Boys…)
7. Pères, filles, sœurs (Fathers, Daughters, Sisters)
8. Sœurettervention (Sistervention…)
9. Plus c'est dur, mieux c'est (Twice as Hard, Twice as Good)
10. Juste des desserts (Just Desserts)
11. On n'a pas besoin de lumière mais de feu (It Is Not Light We Need, but Fire)
12. Plaise à Dieu (Kiss It Up to God)

## Accueil

### Critiques
Le site Web d'agrégateur d'avis Rotten Tomatoes rapporte un taux d'approbation de 33 % avec une note moyenne de 6,1/10, basée sur 12 critiques.
Le consensus des critiques du site Web se lit comme suit : « Our Kind of People has its share of soapy seductions, but overly familiar plots and a general lack of tension strand an attractive cast in a beautifully empty drama ».
Metacritic qui utilise une moyenne pondérée a attribué un score de 53 sur 100 sur la base de 11 critiques, indiquant "des critiques mitigées ou moyennes".